# Gessi Marcià
Gessi Marcià (en llatí: Gessius Marcianus) va ser un noble romà nadiu de Síria, que es va casar amb Júlia Mamea, filla de Júlia Mesa i neboda (política) de Septimi Sever, cosina germana de Caracal·la i tia d'Elagàbal.
Només se sap que va exercir algunes vegades com a procurador imperial. Se'l suposa el pare d'Alexandre Sever, segons Cassi Dió.